# Corey Parker (Schauspieler)
Corey Parker (* 8. Juli 1965 in New York City) ist ein US-amerikanischer Fernseh- und Filmschauspieler.

## Wissenswertes
Corey Parker ist der Sohn der Schauspielerin Rochelle Natalie „Rocky“ Parker. Bereits im Alter von 4 Jahren begann er in Werbespots aufzutreten. Eine professionelle Ausbildung absolvierte er später an der New York High School of Performing Arts sowie an der New York University und konnte im Anschluss schnell in der Schauspielbranche Fuß fassen. Er arbeitet seit rund 40 Jahren in seinem Beruf und ist unter anderem Mitglied der Schauspielwerkstatt The Actors Studio.
Zu Parkers bekannteren Filmauftritten zählen seine Rollen in Freitag der 13. – Ein neuer Anfang (1985), Biloxi Blues (1988), Frühstück bei ihr (1990) oder Broadway Familie (1992). Hinzu kommen verschiedene Auftritte in diversen Fernsehserien wie Die besten Jahre, Ein Hauch von Himmel oder Will & Grace. Von 1992 bis 1993 hatten Parker und seine Schauspielkollegin Téa Leoni die Hauptrollen in der kurzlebigen Sitcom Küss mich, Kleiner! inne.
Heute lebt Parker mit seiner Frau und seinem Sohn in Memphis. Er ist mittlerweile als Acting-Coach tätig und war als solcher zeitweilig am Rhodes College und an der University of Memphis beschäftigt.

## Filmografie (Auswahl)
- 1983: Jung und Leidenschaftlich – Wie das Leben so spielt (As the World Turns, Fernsehserie, 1 Episode)
- 1983–1986: Junge Schicksale (ABC Afterschool Specials, Fernsehserie, 3 Episoden)
- 1984: Spur in den Tod (Scream for Help)
- 1985: Still the Beaver (Fernsehserie, 1 Episode)
- 1985: Freitag der 13. – Ein neuer Anfang (Friday the 13th: A New Beginning)
- 1985: The Best Times (Fernsehserie, 1 Episode)
- 1986: 9½ Wochen (9½ Weeks)
- 1986: Drug Fighter (Fernsehfilm)
- 1986: Willy/Milly
- 1987: Der Tötungsbefehl (At Mother’s Request, Fernsehserie, 2 Episoden)
- 1987: The Bronx Zoo (Fernsehserie, 1 Episode)
- 1987: CBS Summer Playhouse (Fernsehserie, 1 Episode)
- 1988: Biloxi Blues
- 1989: Das bucklige Schlitzohr (Big Man on Campus)
- 1989: Die Uni meiner Träume (How I Got Into College)
- 1989–1991: Die besten Jahre (Thirtysomething, Fernsehserie, 6 Episoden)
- 1990: Im Banne des Grauens (I’m Dangerous Tonight, Fernsehfilm)
- 1990: Frühstück bei ihr (White Palace)
- 1991: Eddie Dodd (Fernsehserie, 6 Episoden)
- 1991: Big Deals (Fernsehfilm)
- 1991: The Lost Language of Cranes
- 1992: Broadway Familie (Fernsehfilm)
- 1992–1993: Küss mich, Kleiner! (Flying Blind, Fernsehserie, 22 Episoden)
- 1994: Duckman: Private Dick/Family Man (Fernsehserie, 1 Episode)
- 1994: Blue Skies (Fernsehserie, 8 Episoden)
- 1995: Grandpa’s Funeral (Fernsehfilm)
- 1995: Flesh Suitcase
- 1995: Liz Taylor Story (Fernsehfilm)
- 1995: Die Bitte einer Mutter (A Mother’s Prayer, Fernsehfilm)
- 1996: Mr. & Mrs. Loving – Liebe gegen alle Gesetze (Mr. and Mrs. Loving, Fernsehfilm)
- 1996: Das Girl aus der Steinzeit (Encino Woma, Fernsehfilm)
- 1996: Ein Hauch von Himmel (Touched by an Angel, Fernsehserie, 1 Episode)
- 1997: Breast Men (Fernsehfilm)
- 1997: Immer Ärger im Paradies (Fool’s Paradise)
- 1998–1999: Love Boat: The Next Wave (Fernsehserie, 25 Episoden)
- 2000: Will & Grace (Fernsehserie, 5 Episoden)
- 2002: The End of the Bar
- 2010: One Came Home
- 2011: Woman’s Picture
- 2012: Tupelove (Kurzfilm)
- 2013: The Bureau of Short-Term Affairs (Kurzfilm)
- 2014: Nashville (Fernsehserie, 1 Episode)
- 2014: Being Awesome
- 2016: Death$ in a $mall Town (Kurzfilm)
- 2017: Sun Records (Fernsehserie, 1 Episode)
- 2017: Winding Brook (Kurzfilm)
- 2021: Demon Lake